# Olivbraune Steineule

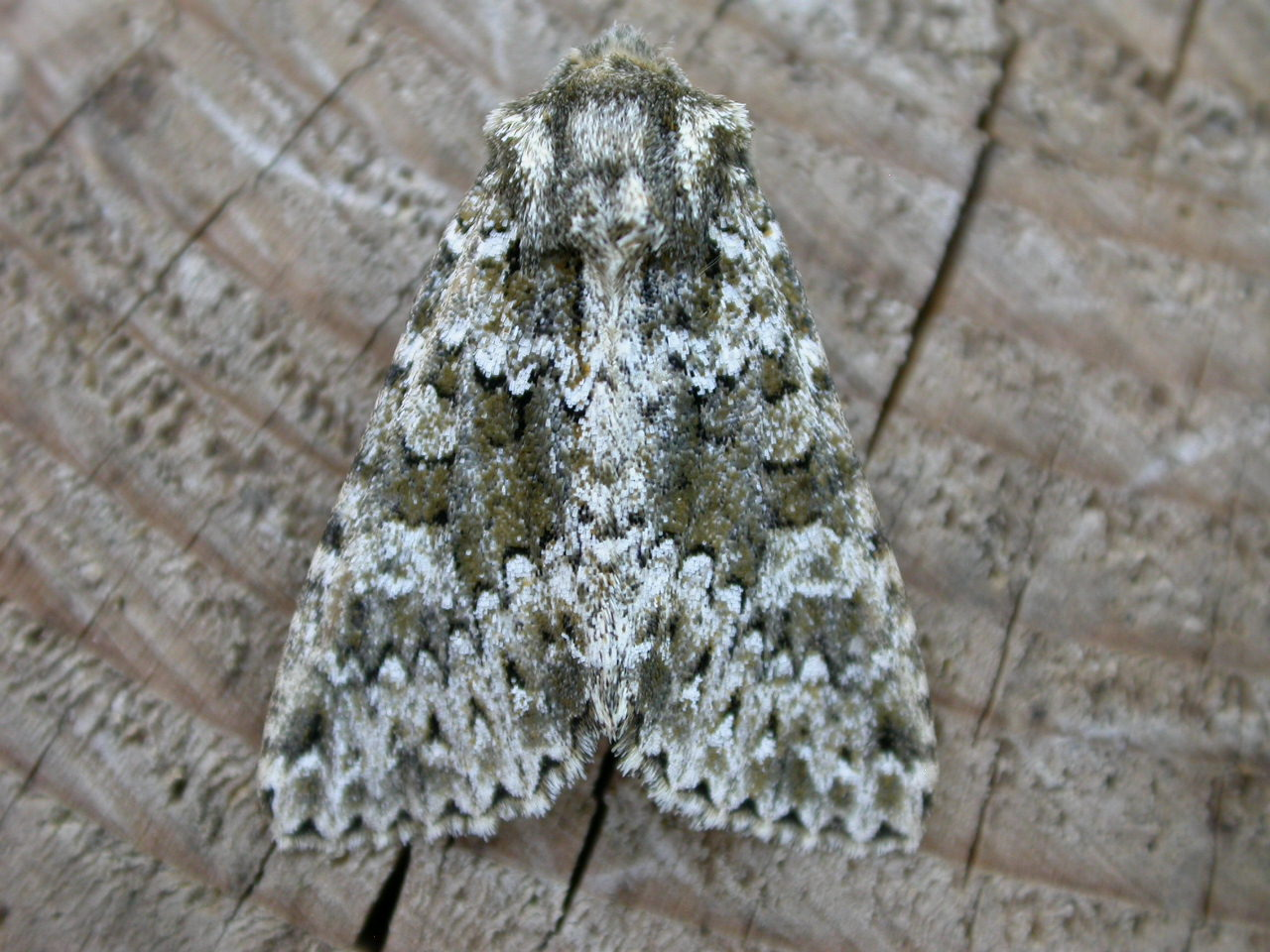
Olivbraune Steineule in Ruhestellung

Die Olivbraune Steineule (Polymixis polymita) ist ein Schmetterling (Nachtfalter) aus der Familie der Eulenfalter (Noctuidae).

## Merkmale

### Falter
Die Flügelspannweite der Falter beträgt 39 bis 46 Millimeter. Die Grundfärbung der Vorderflügeloberseite variiert von graubraun bis zu olivbraun. Das Mittelfeld ist etwas verdunkelt, die Submarginalregion leicht aufgehellt. Ring- und Nierenmakel sind weißlich gefüllt und dunkel gekernt. Die Querlinien sind weiß. Die Oberseiten der Hinterflügel haben bei den Männchen eine weißliche, bei den Weibchen eine hell braungraue Farbe.

### Ei
Das Ei hat eine halbkugelige Form und eine stark abgeflachte Basis, von der sich die Mikropylzone etwas abhebt. Es ist matt rötlich gelb gefärbt, zeigt eine breite rotbraune Binde und ist mit fein gewellten Längsrippen überzogen.

### Raupe
Ausgewachsene Raupen sind vom Rücken bis zum weißen Seitenstreifen graubraun oder rotbraun, zuweilen auch dunkelgrün gefärbt. Die Bauchseite ist blass gelblich grün, die Stigmen weiß. Direkt oberhalb des Seitenstreifens befindet sich auf jedem Segment ein weißer Punkt.

### Puppe
Die glänzend rotbraun gefärbte, kolbenförmige Puppe besitzt einen mit zwei Dornen versehenen stielförmigen Kremaster.

### Ähnliche Arten
- Polymixis manisadjiani ist im Gesamterscheinungsbild dunkler gefärbt.
- Die Flechtenfarbige Steineule (Polymixis lichenea) ist kontrastärmer und schwächer gezeichnet.
- Die Blaugraue Steineule (Polymixis xanthomista) unterscheidet sich durch die orange farbigen Überstäubungen auf den Vorderflügeln.
- Die Gelbliche Steineule (Polymixis flavicincta) unterscheidet sich durch die gelblichen Überstäubungen auf den Vorderflügeln.

## Geographische Verbreitung und Lebensraum
Die Art ist in Mitteleuropa lokal verbreitet, fehlt jedoch auf der Iberischen Halbinsel sowie den Britischen Inseln und in den nördlichsten Teilen Fennoskandinaviens. Sie kommt auch in der Türkei vor. Hauptlebensraum sind warme und trockene lichte Waldgebiete.

## Lebensweise
Die Olivbraune Steineule bildet eine Generation pro Jahr. Die Falter fliegen von August bis Oktober. Sie sind nachtaktiv und besuchen Blüten, künstliche Lichtquellen sowie Köder. Die Raupen ernähren sich von einer Vielzahl niedriger Pflanzen, beispielsweise von Seifenkräutern (Saponaria), Taubnesseln (Lamium) und Primeln (Primula). Die Art überwintert im Eistadium.